# العلاقات التوفالية الموزمبيقية
العلاقات التوفالية الموزمبيقية هي العلاقات الثنائية التي تجمع بين توفالو وموزمبيق.

## مقارنة بين البلدين
هذه مقارنة عامة ومرجعية للدولتين:
| وجه المقارنة                                              | توفالو                         | موزمبيق          |
| --------------------------------------------------------- | ------------------------------ | ---------------- |
| المساحة (كم2)                                             | 26                             | 801.59 ألف       |
| عدد السكان (نسمة)                                         | 11.19 ألف                      | 29.67 مليون      |
| الكثافة السكانية (ن./كم²)                                 | 43.04 ألف                      | 37.01            |
| العاصمة                                                   | فونافوتي                       | مابوتو           |
| اللغة الرسمية                                             | اللغة التوفالوية، لغة إنجليزية | اللغة البرتغالية |
| العملة                                                    | دولار توفالو                   | متكال موزمبيقي   |
| الناتج المحلي الإجمالي (بليون دولار)                      | 39.73 مليون                    | 12.33 مليار      |
| الناتج المحلي الإجمالي (تعادل القوة الشرائية) بليون دولار | 38.93 مليون                    | 33.35 مليار      |
| الناتج المحلي الإجمالي الاسمي للفرد دولار أمريكي          | 3.29 ألف                       | 529              |
| الناتج المحلي الإجمالي للفرد دولار أمريكي                 | 3.77 ألف                       | 1.13 ألف         |
| مؤشر التنمية البشرية                                      |                                | 0.416            |
| رمز المكالمات الدولي                                      | +688                           | +258             |
| رمز الإنترنت                                              | .tv                            | .mz              |
| المنطقة الزمنية                                           | ت ع م+12:00                    | ت ع م+02:00      |

## منظمات دولية مشتركة
يشترك البلدان في عضوية مجموعة من المنظمات الدولية، منها:
| علم المنظمة | اسم المنظمة                                 | تاريخ انضمام توفالو | تاريخ انضمام موزمبيق |
| ----------- | ------------------------------------------- | ------------------- | -------------------- |
|             | الاتحاد البريدي العالمي                     | ?                   | ?                    |
|             | مؤسسة التنمية الدولية                       | 24 يونيو 2010       | 24 سبتمبر 1984       |
|             | منظمة حظر الأسلحة الكيميائية                | ?                   | ?                    |
|             | دول الكومنولث                               | ?                   | 1995                 |
|             | الأمم المتحدة                               | 5 سبتمبر 2000       | 16 سبتمبر 1975       |
|             | مجموعة دول أفريقيا والكاريبي والمحيط الهادئ | ?                   | ?                    |
|             | البنك الدولي للإنشاء والتعمير               | 24 يونيو 2010       | 24 سبتمبر 1984       |
|             | الاتحاد الدولي للاتصالات                    | 15 أغسطس 1996       | 4 نوفمبر 1975        |
|             | يونسكو                                      | 21 أكتوبر 1991      | 11 أكتوبر 1976       |

## وصلات خارجية
- موقع وزارة الخارجية الموزمبيقية